# 金山莊 (香港)
金山莊是香港二戰前的一種商行，經營和舊金山（美國三藩市）及新金山（澳洲墨爾本）有關的中國民工販運及貨物出入口貿易，尤以北美舊金山的貿易為主。
香港自開埠後至二戰前的時期，在國際貿易中擔當轉口港的角色，香港的華人商人主要從事三大行業：買辦、金山莊及南北行，三者都涉及對外貿易。買辦服務於外國洋行，金山莊經營新舊金山的出入口貿易，而南北行則經營東南亞及中國內地的出入口貿易。

## 歷史
1848年，美國西岸的加利福尼亞州發現金礦，吸引大批華南沿海一帶的內地勞工經香港前往「舊金山」（三藩市）掘金。例如在1852年，一年內便有三萬多華人從香港乘船遠赴美國加利福尼亞州的「舊金山」工作。1850年，澳洲亦宣布在墨爾本周邊發現發現金礦，於是又吸引大量華工取道香港前往澳洲墨爾本這個「新金山」。
由於有源源不斷的內地勞工經過香港乘船前往新舊金山，投身開採金鑛或作闢築鐵路等苦工（亦稱為「賣豬仔」）。很多「金山莊」店鋪開設於中上環一帶，負責招待準備前往新舊金山的中國內地勞工，為他們提供廉價住宿，亦會為他們定購赴新舊金山的船票及安排上船的手續。金山莊亦辦理找換和滙款業務，幫助勞工將工資寄回中國內地的親屬。若勞工在金山身故，金山莊亦會提供將遺體運回家鄉的服務。
另外，由於大量華人移居北美，刺激了這些地區對中國貨品的需求。於是產生了以溝通中美貿易為主的金山莊店鋪，經營的貨物主要為藥物、土特產、食物和用品等。

## 著名金山莊
1890年代，香港有百多間金山莊，主要位於德輔道中、德輔道西、皇后大道中、皇后大道西，文咸街，干諾道及永樂街等一帶。二十世紀初的著名金山莊有：李陞的創辦的和興號、陳孔欽創辦的華英昌、古輝山創辦的寶隆，、蔡昌創辦的瑞永昌，以及永安泰、永昌吉、聚昌隆、同德堂、萬利棧等。

### 和興號金山莊
金山莊多由廣府人經營，例如華商首富的李陞，便是從事金山莊的代表人物。李陞以從事出口華工、鴉片、錢莊和地產貿易生意起家，之後成立更涉足保險業。李陞的和興號金山莊是最早包船運載華工往美國加洲的金山莊，後來在三藩市建立「禮興隆」及「和興隆」。當時鴉片可合法買賣，由於美國加利福尼亞州缺乏鴉片，但有很多工人需要食鴉片，所以運鴉片至美國能獲得極高的利潤，